# Jorge Arias Gómez
Jorge Arias Gómez (* 11. November 1923; † 23. Juni 2002 in San Salvador) war ein salvadorianischer Autor.
Arias Gómez studierte Jura und Sozialwissenschaften an der Universidad de El Salvador (UES).
Von Jugend an Mitglied der Partido Comunista de El Salvador engagierte er sich 1944 beim bewaffneten Sturz des Diktators Maximiliano Hernández Martínez.
Während des Bürgerkrieges in El Salvador vertrat er die FMLN in Europa.
Arias Gómez war Herausgeber der Zeitschrift Revista Ciencias Jurídicas y Sociales der UES  sowie Redakteur der Tageszeitungen El Independiente, Venceremos und der Zeitschrift Nuevo Enfoque.
Er war Mitarbeiter im Institut für Geschichte, Anthropologie und Archäologie der UES. Als am 19. Juli 1972 die FAES die UES besetzten, ging Arias Gómez ins Exil; ebenso der Dekan der UES Rafael Menjívar Larín, der Generalsekretär der UES Miguel Sáenz Varela, der Staatsanwalt Luis Arévalo, sowie Intellektuelle wie Gabriel Gallegos Valdés, Melitón Barba, Ivo Príamo Alvarenga, Mario Flores Macall, der früheren Direktor der UES Fabio Castillo Figueroa, José Alfredo Pineda Dubón und der Anthropologen David Luna.
Mitte der 1970er Jahre ging er nach Prag, wo er bis zu seiner Rückkehr nach El Salvador nach Unterzeichnung der Friedensverträge von Chapultepec, lebte. Er starb an Lymphdrüsenkrebs und ist auf dem Cementerio de los Ilustres bestattet.

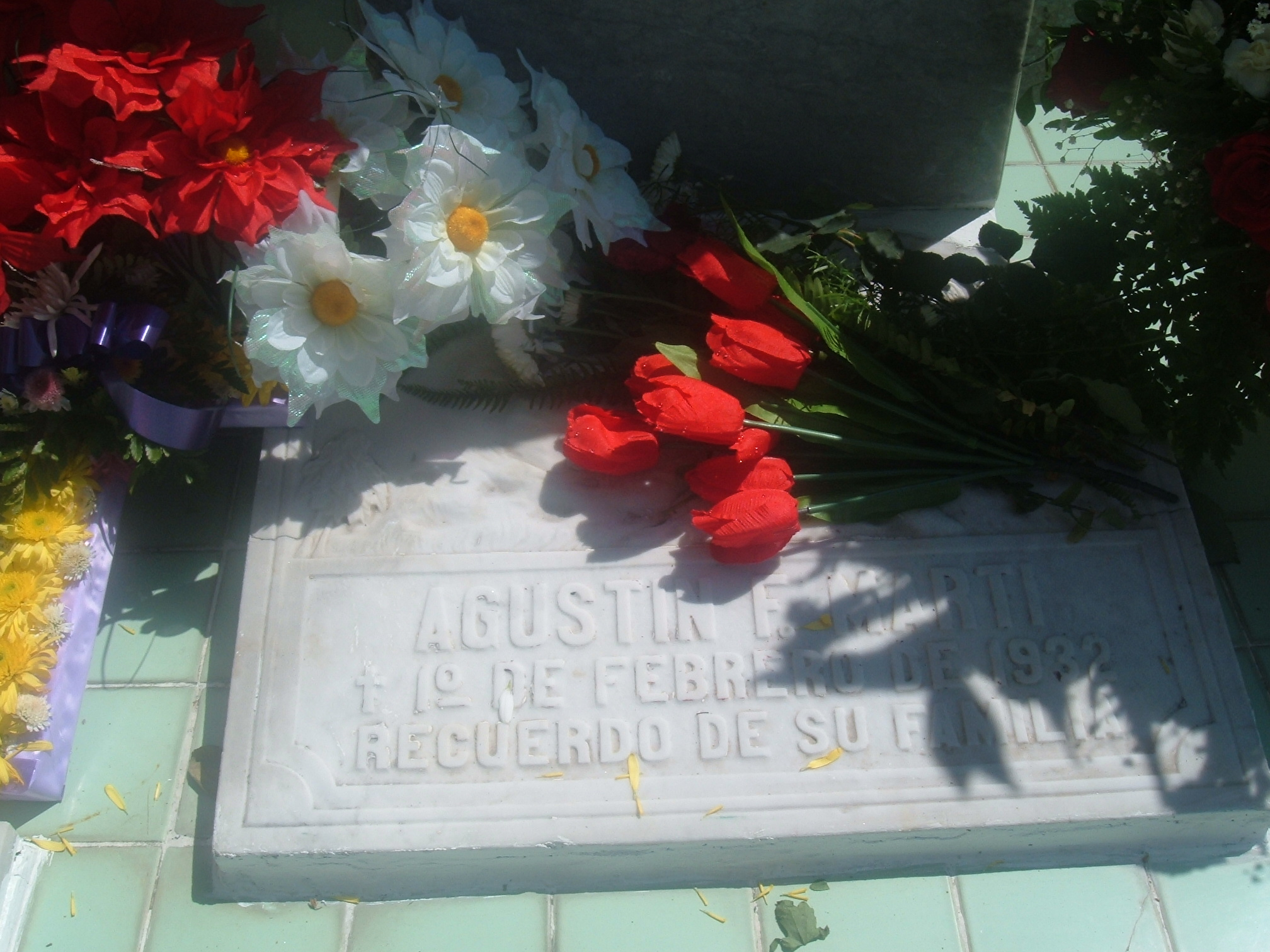
Grab von Farabundo Martí auf dem „Prominentenfriedhof“ (cementerio de los ilustres) in San Salvador.

## Veröffentlichungen
- Anastasio Aquino: su recuerdo, valoración y Presencia, San Salvador, 1963
- Farabundo Martí: Esbozo biográfico, 1972, neu herausgegeben 2004
- Sandino, semilla de revolución, 1995
- La concepción marxista del derecho, 1998
- En memoria de Roque Dalton, 1999
- Farabundo Marti. Leben, Werk und Zeit des großen salvadorianischen Revolutionärs. Berlin (West), Edition Neue Wege, 1985, ISBN 3-88348-202-1

Eine Studierendenorganisation der UES die »Fuerza Estudiantil Salvadoreña« (FES) hat »Jorge Arias Gómez« als Beinamen gewählt.